# Plac Niebiańskiego Spokoju
Plac Niebiańskiego Spokoju, plac Tian’anmen (chiń. upr. 天安门广场; chiń. trad. 天安門廣場; pinyin Tiān’ānmén Guǎngchǎng) – wielki plac w centrum Pekinu, przed Zakazanym Miastem. Największy publiczny plac na świecie. Samo Tiān’ānmén oznacza Bramę Niebiańskiego Spokoju, położoną na północnym krańcu placu, stanowiącą wejście na teren miasta cesarskiego.
Na rozległym – mierzącym 800 metrów na osi północ-południe i 300 metrów na osi wschód-zachód – placu znajdują się jedynie dwa obiekty: 38-metrowy pomnik Bohaterów Ludu oraz mauzoleum Mao Zedonga. Plac oświetlony jest wysokimi latarniami. Na zachodniej pierzei placu znajduje się Wielka Hala Ludowa, a na wschodniej – Chińskie Muzeum Narodowe.
Plac i brama powstały w 1417, za panowania cesarza Yongle. W 1651 zostały przebudowane podczas odbudowy ze zniszczeń związanych z najazdem mandżurskim. Za czasów dynastii Ming i Qing Tian’anmen nie był placem miejskim, jako że odbywały się tu ceremonie religijne i parady wojskowe, ogłaszano na nim także dekrety cesarskie i wyniki egzaminów państwowych. Plac miał wówczas kształt litery T, a po jego bokach mieściły się biura cesarskich urzędników. Zniszczone w 1900 roku podczas powstania bokserów w wyniku zbombardowania placu przez wojska cudzoziemskie, zostały usunięte, a plac przyjął formę zbliżoną do dzisiejszej. Dawny plac zaczynał się mniej więcej w połowie swojej dzisiejszej długości, od strony południowej wchodziło się nań przez nieistniejącą już bramę Zhonghuamen.
W latach 1954–1956 z okazji obchodów dziesięciolecia ChRL plac został powiększony, stając się największym placem na świecie. Wyłożono go wówczas betonowymi płytami i kamiennymi blokami. Znajdujące się po bokach placu budynki zostały wyburzone, a w ich miejscu wybudowano Wielką Halę Ludową i Chińskie Muzeum Narodowe.
Na placu znajduje się maszt, na który codziennie o wschodzie słońca wciągana jest flaga Chińskiej Republiki Ludowej.
Co roku organizowane są tu obchody święta 1 Maja, jednak nie urządza się pochodów. Z okazji okrągłych rocznic powstania ChRL 1 października urządza się wielkie parady wojskowe. 
Miejsce to znane jest z wielu wydarzeń politycznych. Tutaj 1 października 1949 Mao Zedong proklamował Chińską Republikę Ludową, a w 1966 spotykał się z czerwonogwardzistami. Zbierali się tu także manifestanci z Ruchu Czwartego Maja, a w kwietniu 1976 po śmierci Zhou Enlaia doszło do skierowanych przeciwko bandzie czworga wieców i zamieszek, jednak do historii przeszły krwawo stłumione protesty z 1989.

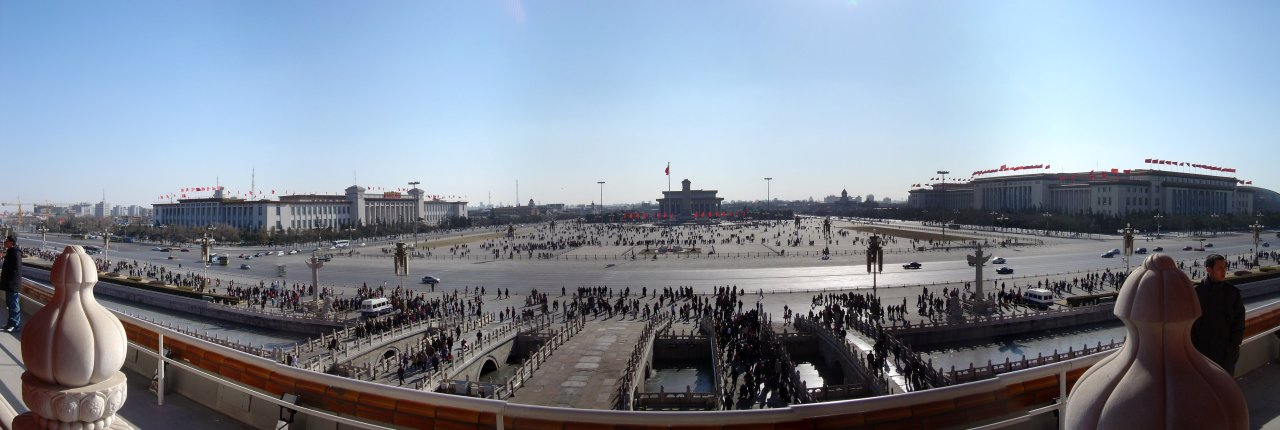
Panorama placu Tian’anmen